# Moustillon et ses évolutions
Moustillon, et ses évolutions, Mateloutre et Clamiral, sont trois espèces de Pokémon.
Issus de la célèbre franchise de médias créée par Satoshi Tajiri, ils apparaissent dans une collection de jeux vidéo et de cartes, dans une série d'animation, plusieurs films, et d'autres produits dérivés, ils sont imaginés par l'équipe de Game Freak et dessinés par Ken Sugimori. Leur première apparition a lieu au Japon en 2010, dans les jeux vidéo Pokémon Noir et Pokémon Blanc, jeux dans lesquels Moustillon est un des trois Pokémon de départ que le joueur peut choisir pour commencer l'aventure. Ces trois Pokémon sont tous du type eau et occupent respectivement les 501e, 502e et 503e emplacements du Pokédex, l'encyclopédie fictive recensant les différentes espèces de Pokémon.

## Création

### Étymologie
L'étymologie française de la famille d'évolution serait des mots-valise. Selon Pokébip, Moustillon serait composé de « mustélidé » ou « moustache » et « moussaillon » ; Mateloutre de « matelot » et « loutre » et Clamiral de « clam » et « amiral ».

## Description
Ces trois Pokémon sont les évolutions les uns des autres : Moustillon évolue en Mateloutre puis en Clamiral. Dans les jeux vidéo, ces évolutions surviennent en atteignant, respectivement le niveau 17 et le niveau 36,. Pour évoluer en Clamiral, Moustillon est d'abord obligé d'évoluer en Mateloutre.
Comme pratiquement tous les Pokémon, ils ne peuvent pas parler : lors de leurs apparitions dans les jeux vidéo tout comme dans la série d'animation, ils ne peuvent pas parler et ne sont seulement capables de communiquer verbalement en répétant les syllabes de leur nom d'espèce en utilisant différents accents, différentes tonalités, et en rajoutant du langage corporel.

### Moustillon
Moustillon peut détacher le coupillage sur son ventre et s'en servir comme une arme au combat.
C'est aussi un outil pour couper sa nourriture et d'autres choses.
Il évolue au niveau 17

### Mateloutre
Ressemblant à une loutre de mer, Mateloutre est un Pokémon bipède.

### Clamiral
Clamiral est un Pokémon quadrupède immense.

## Apparitions

### Jeux vidéo
Moustillon, Mateloutre et Clamiral apparaissent dans série de jeux vidéo Pokémon. D'abord en japonais, puis traduits en plusieurs autres langues, ces jeux ont été vendus à plus de 200 millions d'exemplaires à travers le monde.

### Série télévisée et films
La série télévisée Pokémon ainsi que les films sont des aventures séparées de la plupart des autres versions de Pokémon et mettent en scène Sacha en tant que personnage principal. Sacha et ses compagnons voyagent à travers le monde Pokémon en combattant d'autres dresseurs Pokémon.